# Juan Sanz Xaviola
Juan Sanz Xaviola (Cuéllar, 1958) es un pintor y escultor español de origen cuellarano afincado en la actualidad en la ciudad de Segovia.
Nació en 1958 en Cuéllar, y a los 17 años se trasladó a Valladolid para ganarse la vida de manera autodidacta con el teatro, la música y la pintura. Posteriormente vivió en Ibiza, desde donde se trasladó a Londres para continuar con su formación, terminada entre París (Francia) y Ámsterdam (Alemania). De regreso en España abrió cuatro aulas de artes plásticas: las de escultura y restauración dirigidas por él mismo; la de alfarería por dos compañeras cuellaranas, al igual que la de pintura, dirigida por el catedrático y pintor Alfonso Montero.
Sus obras han sido expuestas a nivel provincial en Cuéllar, San Ildefonso, Cantalejo, El Henar y la propia Segovia; a nivel nacional en Gerona, Barcelona, Ibiza, Valladolid, Madrid, Murcia, Almería y Sevilla, mientras que a nivel internacional destacan las ciudades de Colonia (Alemania), París (Francia) y Nueva York (Estados Unidos).